# Kopalnia Węgla Kamiennego Czeladź
Kopalnia Węgla Kamiennego Czeladź („Ernest-Michał”, „Ernst-Michael”, „Michał”, „Piaski”) – kopalnia węgla kamiennego w Piaskach (obecnie dzielnica Czeladzi), eksploatowana od 1858 do roku 1996. Obecnie działa tam Centralny Zakład Odwadniania Kopalń pod zarządem Spółki Restrukturyzacji Kopalń S.A. w Bytomiu 

## Historia

### Do I wojny światowej
W 1858 roku 13 mieszczan czeladzkich rozpoczęło budowę kopalni. W roku 1867 większość udziałów w kopalni została sprzedana Józefowi Familierowi z Warszawy i Michałowi Gutmanowi z Bytomia. Następnie głównym udziałowcem został Ernest Kramer z Bytomia, który w 1876 roku otrzymał nadania na pola górnicze „Ernest” i „Michał”. Nowy właściciel wybił szyb „Ernest” o głębokości 80 metrów i szyb odwadniający „Michał”. W 1879 kopalnia została przejęta przez Towarzystwo Bezimienne Kopalń Węgla „Czeladź” w Piaskach-Czeladzi pod Sosnowcem z siedzibą w Paryżu. Kierownictwo kopalni powierzono francuskiemu inżynierowi Janowi Kellerowi.

### Okres międzywojenny
W maju 1943 kopalnia została przejęta przez koncern Preussag. Od 1943 roku przy kopalni istniał podobóz jeniecki dla jeńców brytyjskich. 

### Po II wojnie światowej
W roku 1945 kopalnia weszła w skład Dąbrowskiego Zjednoczenia Przemysłu Węglowego. 
Z dniem 1 stycznia 1973 roku kopalnia „Czeladź” została połączona z kopalnią „Milowice”, przyjmując nazwę KWK „Milowice-Czeladź”. 1 stycznia 1976 roku przyłączono je do kopalni „Czerwona Gwardia”.

### Po roku 1989
Trzy połączone kopalnie („Czeladź”, „Milowice”, „Czerwona Gwardia”) z dniem 1 stycznia 1990 roku, otrzymały nazwę „Saturn”. Kopalnia w 1996 została postawiona w stan likwidacji. 
Będąc w stanie likwidacji w dniu 16.07.2002 r. została połączona z KWK „Porąbka–Klimontów” i KWK „Sosnowiec” w jeden oddział o nazwie KWK „Czeladź –Sosnowiec”